# Ђублета
Ђублета је сукња народне ношње у облику звона, коју носе Албанке. Обично се качи на рамена помоћу два каиша. Део албанске традиционалне одеће, има 13 до 17 трака и 5 комада филца. Недра и део ђублете који покрива кецеља израђени су од хеклане црне вуне. Звонасти облик је наглашен у задњем делу.
Ђублета је јединствена врста хаљине због свог посебног облика, структуре и система украшавања. Носе га Албанке у северној Албанији, на Косову, у Северној Македонији и Црној Гори. Постоје две врсте ђублете: једна је уска, а друга велика. Што се тиче боја, данас се користе само две боје: бела за неудате жене и црна за удате, међутим у прошлости су се користиле многе боје, о чему сведочи један аутор из 17. века, који је тврдио да паун није имао толико боја као ђублета коју су носиле жене Климента. Сматра се да је смањење боја у последња два века последица ограничења његове употребе само у удаљеним планинским пределима.
Ђублета се некада користила у свакодневном животу од пубертета, што је указивало на друштвени и економски статус носиоца. Међутим, употреба и производња се последњих деценија смањују због друштвено-политичких и економских разлога. Политика коју је поставио социјалистички систем 1960-их променила је традиционалне културне обрасце, уносећи промене у свакодневни живот планинских заједница и употребу и производњу ђублете. Како су жене радиле у пољопривредним задругама, ђублета више није била практична за свакодневни живот. Штавише, државна колективизација је довела до недостатка сировина за његову производњу. Данас мало жена поседује знање о целом процесу, а традиционални пренос са колена на колено у породици је реткост. Ипак, одећа је задржала свој друштвени и духовни значај и још увек се сматра саставним делом планинског идентитета.
Ђублета је 2022. године уврштена на Листу нематеријалног културног наслеђа коме је потребна хитна заштита од стране УНЕСКО-а.

## Историја
Ђублета има древно порекло. Представља сличности са ношењем неких неолитских фигура пронађених у Босни, али и у другим областима Медитерана, које припадају другом миленијуму пре нове ере, те се сходно томе везују за стару медитеранску цивилизацију. Обично је украшена албанским симболичким елементима древног паганског порекла, као што су симболи сунца, месеца, звезда, орлова и змија. Углавном геометријски орнаменти показују архаични карактер ове ношње.